# Steven Curtis Chapman
Steven Curtis Chapman (Paducah, 21 novembre 1962) è un musicista, cantautore, produttore discografico, attore, doppiatore e attivista statunitense.
Ha iniziato la sua carriera alla fine degli anni ottanta come cantautore di musica cristiana contemporanea; è ritenuto uno dei cantanti più prolifico del genere, pubblicando più di 20 album. Chapman ha vinto cinque Grammy award e 56 Dove award, più di qualsiasi altro musicista.

## Discografia

### Album in studio
- First Hand (1987)
- Real Life Conversations (1988)
- More to This Life (1989) -
- For the Sake of the Call (1990) - Grammy Award
- The Great Adventure (1992) - Grammy Award
- The Live Adventure (1993) - Grammy Award
- Heaven in the Real World (1994)
- The Music of Christmas (1995)
- Signs of Life (1996)
- Greatest Hits (1997)
- Speechless (1999)  Grammy Award
- Declaration (2001)
- All About Love (2003)
- Christmas Is All in the Heart (2003)
- All Things New (2004) - Grammy Award
- The Abbey Road Sessions (2005)
- All I Really Want for Christmas  (2005)
- Now and Then (2006)
- This Moment (2007)
- Beauty Will Rise (2009)
- Re:Creation (2011)
- JOY (2012)